# Bronisław Żochowski

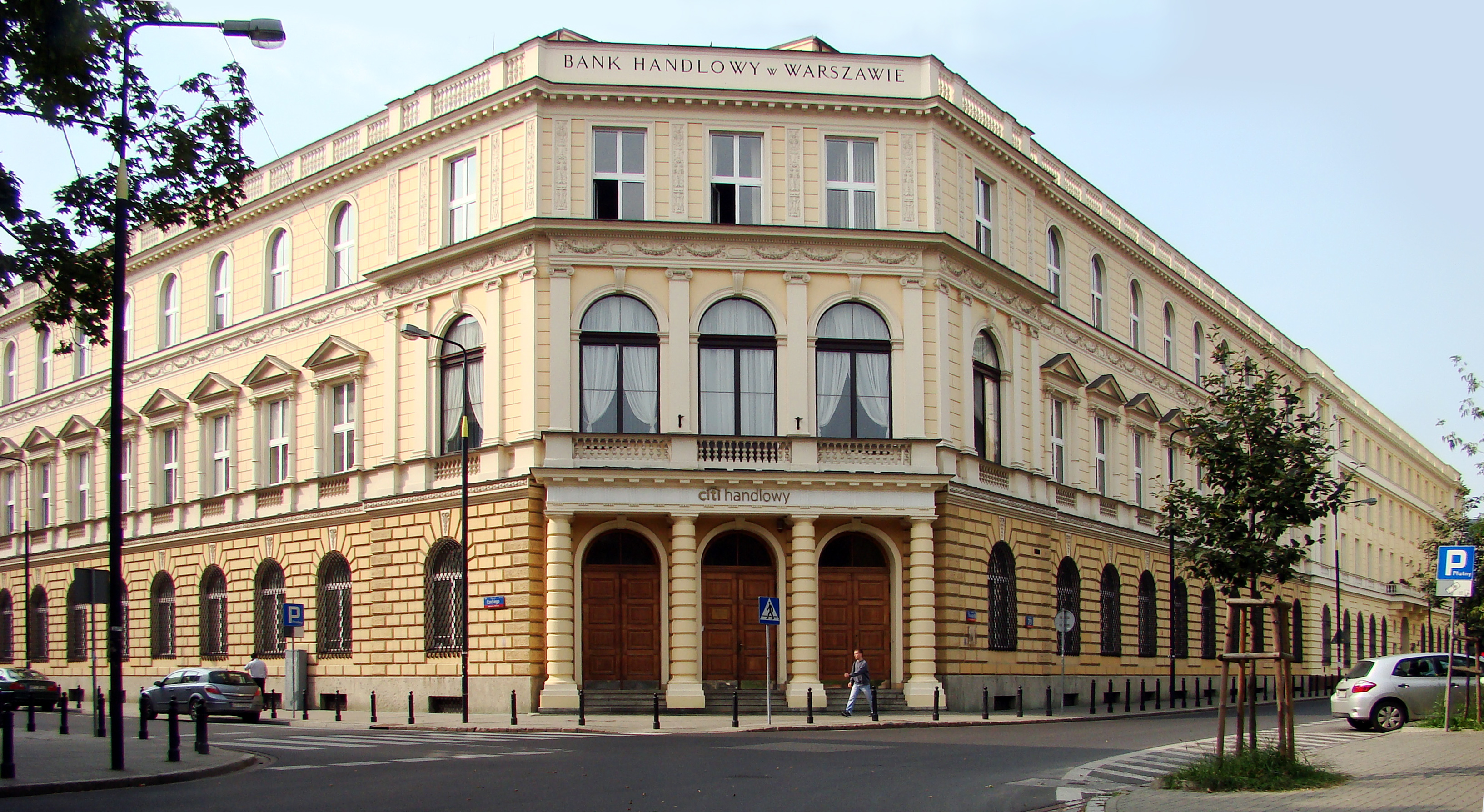
Siedziba Banku Handlowego z 1874 roku

Bronisław Józef Żochowski-Brodzic herbu Brodzic (ur. 30 czerwca 1836 w Warszawie, zm. 9 maja 1911 tamże) – polski architekt.

## Życiorys
Architekturę studiował w Monachium. W październiku 1857 r. zgłosił się do Akademii Sztuk Pięknych w Monachium (immatrykulacja: 14 V 1858 r., klasa: malerei, prof. Georg Friedrich Ziebland). 

## Wybrane dzieła
- Projekt Wielkiej Synagogi w Warszawie (niezrealizowany, 1864)
- Kamienica Brodzic-Żochowskiego (1881–1882)[3]
- Zakład Sierot po Robotnikach (1888)
- Willa Schmidta (1877–1878)
- Bank Handlowy (1870)
- Kamienica Krasińskiego (1878–1879)
- Pałac Stanisława Wołowskiego
- Pałac Cohna we Włocławku (1884)[4]